# Талија (Бјела)
Талија је насеље у Италији у округу Бијела, региону Пијемонт.
Према процени из 2011. у насељу је живело 67 становника. Насеље се налази на надморској висини од 483 м.